# Кубок Америки (регата)
Ку́бок «Аме́рики» (англ. America's Cup) — одна из самых известных и самых престижных регат в мире. Является старейшим в мире международным соревнованием во всех видах спорта, будучи основанным на два десятилетия ранее Кубка Англии по футболу и на 45 лет раньше первых современных Олимпийских игр.
Кубок Америки получил своё название в честь яхты «Америка», которая выиграла его в престижной английской регате в 1851 году. Трофей остался в Нью-Йоркском яхт-клубе.
Кубок был изготовлен в 1848 году компанией «Гаррард и Ко». Он представляет собой кувшин без дна, на котором выгравированы названия всех яхт — обладателей кубка. По легенде, дно в кубке отсутствует по желанию английской королевы Виктории, не желавшей, чтобы из него пили. Материал кубка — это так называемый британский металл — сплав олова, меди и сурьмы, покрытый серебром. В 1958 и 2003 годах кубок был дополнен основаниями, для размещения названий очередных победителей. В 1997 году вандал, проникший в здание Новозеландского яхт-клуба, изуродовал Кубок кувалдой. Кубок был бесплатно восстановлен английскими мастерами.
Кубок разыгрывается в серии матчевых гонок между обладателем кубка (защитником) и претендентом, который определяется на предварительных отборочных соревнованиях. В настоящее время отборочными соревнованиями служит кубок Прада, до этого на протяжении долгого времени это был кубок Луи Виттона. Место поединка и тип яхт выбирает обладатель кубка.
Нынешний обладатель кубка — Королевский новозеландский яхт-клуб. Следующий кубок пройдёт на яхтах класса AC75, время и место будут объявлены осенью 2021 года.

## История

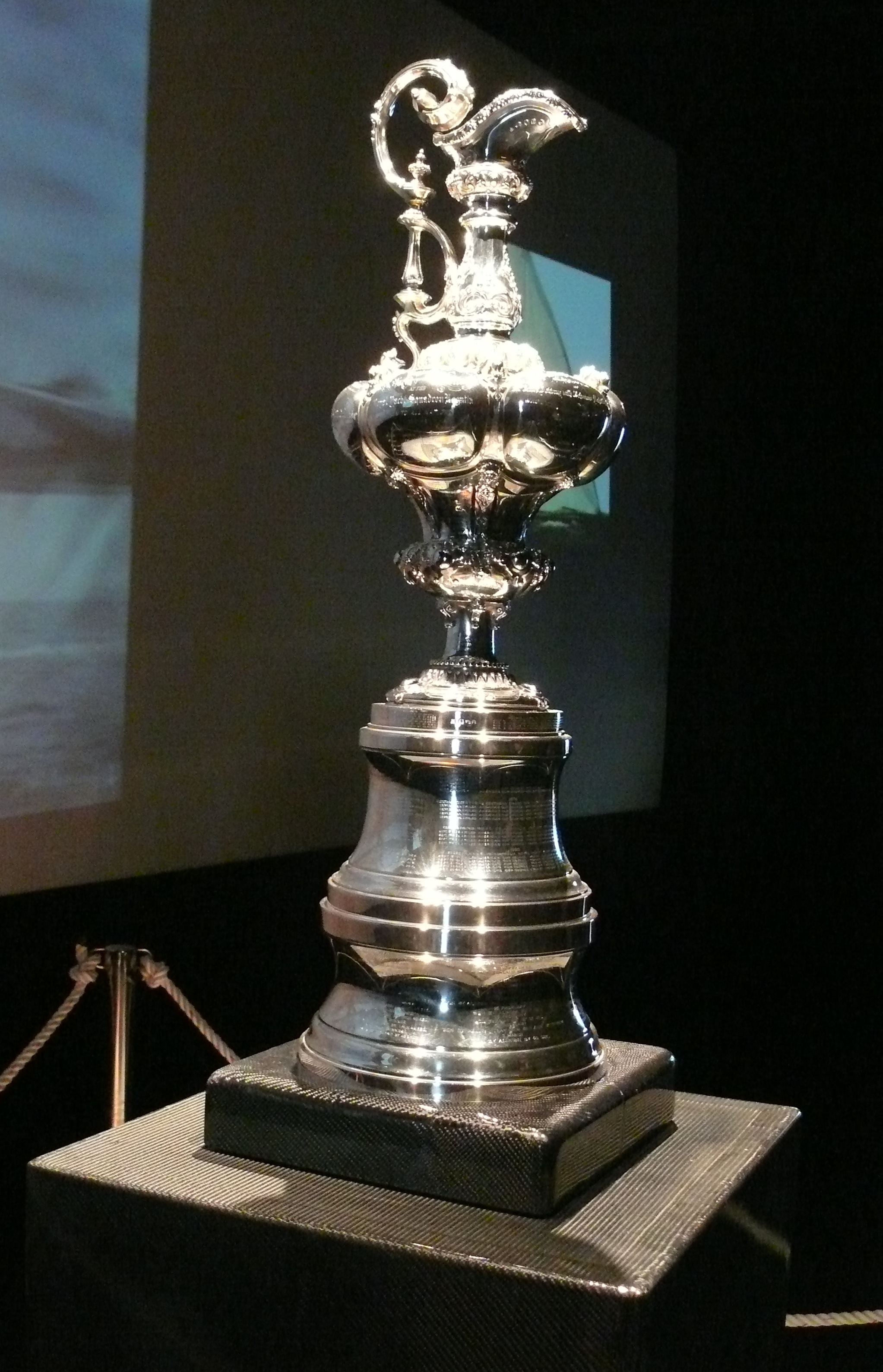
Кубок Америки

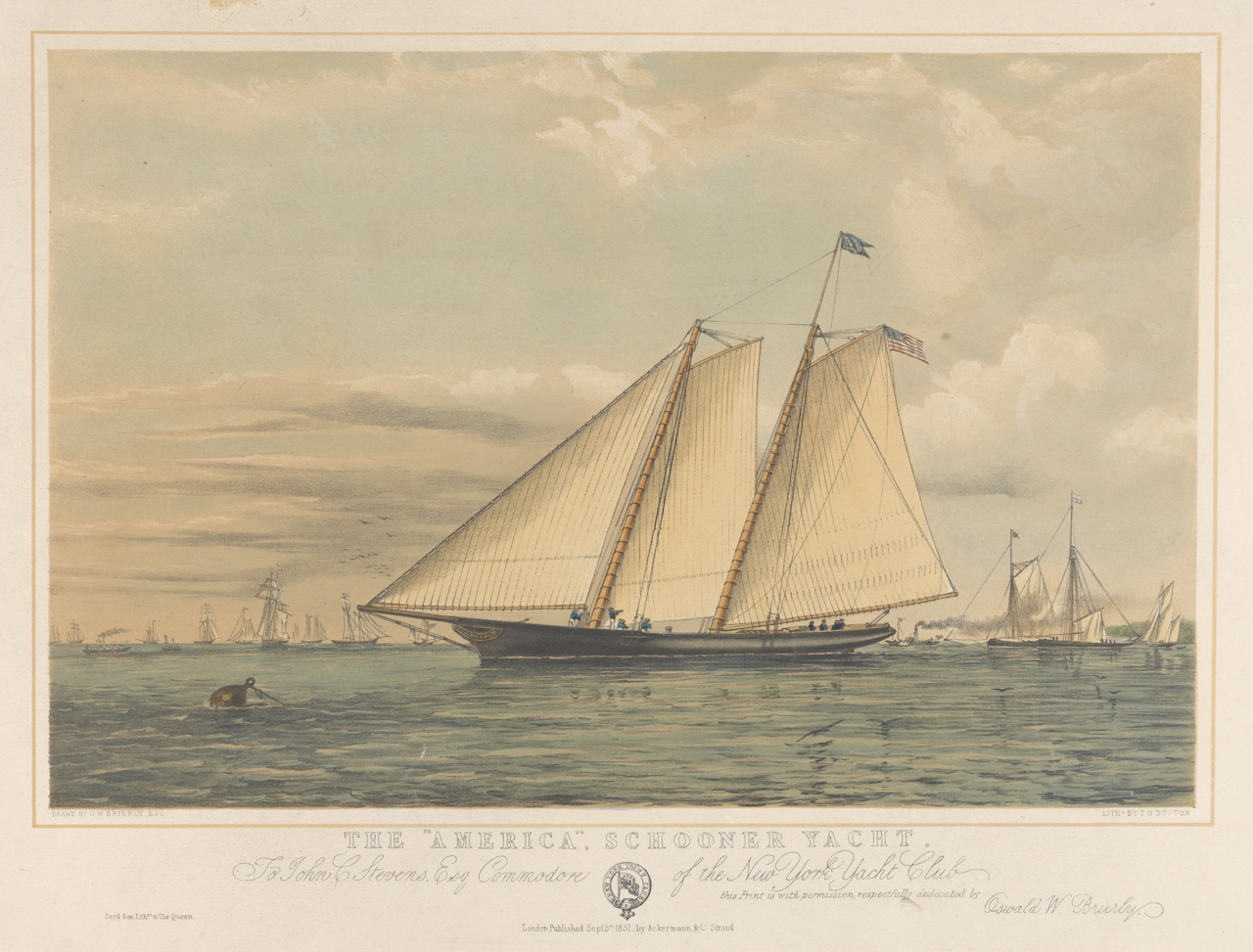
Яхта «Америка»
(Художник Д. Баттерсворт, 1851 год)

Изначально серебряный кувшин был куплен сэром Генри Пэджетом, маркизом де Англси, за сто гиней у королевского ювелира Роберта Гаррарда. Сэр Генри передал кувшин в качестве приза регаты 1851 года, которая проводилась среди флота Королевской яхтенной эскадры и приглашенных яхт вокруг острова Уайт. Кувшин был выполнен без донышка по пожеланию королевы Виктории, не желавшей видеть своих подданных пьющими из призового сосуда.
На регату, которая состоялась 22 августа 1851 года, также заявилась американская яхта, представлявшая Нью-йоркский яхт-клуб. Это была шхуна «Америка» длиной 30,86 метров. Один из владельцев шхуны, основатель Нью-Йоркского яхт-клуба Джон К. Стивенс вместе со своими единомышленниками поставил своей целью создать самую быстроходную яхту и победить представителей «Владычицы морей» — Англии.

На старт регаты вокруг острова вышло 15 яхт Королевской яхтенной эскадры и яхта «Америка». На финише «Америка» обошла всех на 20 минут; по легенде, когда королева Виктория, наблюдавшая за гонкой, спросила о том, кто идет вторым, ответом было: «Второго просто нет, Ваше Величество».
Таким образом, кубок попал на американский континент. Участники товарищества по строительству яхты продали шхуну, а из кувшина хотели отлить памятные медали. К счастью, один из совладельцев, Джордж Шуйлер, подарил приз нью-йоркскому яхт-клубу. Так парусный спорт получил переходящий приз, который уже много лет достаётся самой быстрой яхте, и так началась многолетняя забота англичан, их дело чести — возвращение кубка на родину.
Нью-йоркский яхт-клуб успешно защищал свой титул обладателя кубка «Америки» непрерывно на протяжении 132 лет, пока в 1983 году австралийская яхта Австралия II не победила американскую яхту Liberty со счётом 4—3. В 1987 году кубок вновь вернулся в США, но уже в 1995 году вновь покинул американский континент.
После 1937 года кубок не разыгрывался более чем двадцать лет (до 1958 года). В 1958 году нью-йоркский яхт-клуб внёс изменения в правила розыгрыша, заменив дорогостоящий J-класс на меньший 12-метровый, эпоха которого продолжалась вплоть до 1987 года, когда он был заменён на IACC. В 2010 году 33-й розыгрыш кубка был проведён на 90-футовых многокорпусниках. Претендент, команда BMW Oracle Racing, представляющая яхт-клуб Сан-Франциско, на тримаране USA-17 выиграл кубок.

## Защитники кубка и претенденты
| №  | Год  | Победитель                             | Соперник                  | Счёт        | Место проведения       |
| -- | ---- | -------------------------------------- | ------------------------- | ----------- | ---------------------- |
| 37 | 2024 | Emirates Team New Zealand (защитник)   | INEOS Team UK             | 7-2         | Барселона              |
| 36 | 2021 | Emirates Team New Zealand (защитник)   | Luna Rossa                | 7-3         | Окленд, Новая Зеландия |
| 35 | 2017 | Emirates Team New Zealand (претендент) | Oracle Team USA           | 7-1         | Бермудские острова     |
| 34 | 2013 | BMW Oracle Racing (защитник)           | Team New Zealand          | 9-8         | Сан-Франциско, США     |
| 33 | 2010 | BMW Oracle Racing (претендент)         | Alinghi                   | 2-0         | Валенсия, Испания      |
| 32 | 2007 | Alinghi (защитник)                     | Team New Zealand          | 5-2         | Валенсия, Испания      |
| 31 | 2003 | Alinghi (претендент)                   | Team New Zealand          | 5-0         | Окленд, Новая Зеландия |
| 30 | 2000 | Team New Zealand (защитник)            | Luna Rossa                | 5-0         | Окленд, Новая Зеландия |
| 29 | 1995 | Black Magic (претендент)               | Young America             | 5-0         | Сан-Диего, США         |
| 28 | 1992 | America³ (защитник)                    | Il Moro di Venezia.       | 4-1         | Сан-Диего, США         |
| 27 | 1988 | Stars and Stripes '88 (защитник)       | KZ1                       | 2-0         | Сан-Диего, США         |
| 26 | 1987 | Stars and Stripes '87 (претендент)     | Kookaburra III            | 4-0         | Фримантл, Австралия    |
| 25 | 1983 | Australia II (претендент)              | Liberty                   | 4-3         | Ньюпорт, США           |
| 24 | 1980 | Freedom (защитник)                     | Australia                 | 4-1         | Ньюпорт, США           |
| 23 | 1977 | Courageous (защитник)                  | Australia                 | 4-0         | Ньюпорт, США           |
| 22 | 1974 | Courageous (защитник)                  | Southern Cross            | 4-0         | Ньюпорт, США           |
| 21 | 1970 | Intrepid (защитник)                    | Gretel II                 | 4-1         | Ньюпорт, США           |
| 20 | 1967 | Intrepid (защитник)                    | Dame Pattie               | 4-0         | Ньюпорт, США           |
| 19 | 1964 | Constellation (защитник)               | Sovereign                 | 3-1         | Ньюпорт, США           |
| 18 | 1962 | Weatherly (защитник)                   | Gretel                    | 4-1         | Ньюпорт, США           |
| 17 | 1958 | Columbia (защитник)                    | Sceptre                   | 3-1         | Ньюпорт, США           |
| 16 | 1937 | Ranger (защитник)                      | Endeavour II              | 4-0         | Ньюпорт, США           |
| 15 | 1934 | Rainbow (защитник)                     | Endeavour                 | 4-2         | Ньюпорт, США           |
| 14 | 1930 | Enterprise (защитник)                  | Shamrock V                | 4-0         | Ньюпорт, США           |
| 13 | 1920 | Resolute (защитник)                    | Shamrock IV               | 3-2         | Нью-Йорк, США          |
| 12 | 1903 | Reliance (защитник)                    | Shamrock III              | 3-0         | Нью-Йорк, США          |
| 11 | 1901 | Columbia (защитник)                    | Shamrock II               | 3-0         | Нью-Йорк, США          |
| 10 | 1899 | Columbia (защитник)                    | Shamrock                  | 3-0         | Нью-Йорк, США          |
| 9  | 1895 | Defender (защитник)                    | Valkyrie III              | 3-0         | Нью-Йорк, США          |
| 8  | 1893 | Vigilant (защитник)                    | Valkyrie II               | 3-0         | Нью-Йорк, США          |
| 7  | 1887 | Volunteer (защитник)                   | Thistle                   | 2-0         | Нью-Йорк, США          |
| 6  | 1886 | Mayflower (защитник)                   | Galatea                   | 2-0         | Нью-Йорк, США          |
| 5  | 1885 | Puritan (защитник)                     | Genesta                   | 2-0         | Нью-Йорк, США          |
| 4  | 1881 | Mischief (защитник)                    | Atalanta                  | 4-1         | Нью-Йорк, США          |
| 3  | 1876 | Madeleine (защитник)                   | Countess of Dufferin      | 2-0         | Нью-Йорк, США          |
| 2  | 1871 | Columbia и Sappho (защитники)          | Livonia                   | 4-1 (2-2-1) | Нью-Йорк, США          |
| 1  | 1870 | Magic (защитник)                       | Cambria                   | 1-0         | Нью-Йорк, США          |
| —  | 1851 | America (претендент)                   | Aurora (и флот из 13 яхт) | 1-0         | Каус, Остров Уайт      |

## 34-й Кубок Америки на катамаранах AC72
В сентябре 2010 года защитниками кубка было объявлено, что следующий розыгрыш кубка будет проходить на яхтах нового класса — AC72 — 22-метровых катамаранах с жестким парусом. В 2011—2013 годах состоялись отборочные соревнования, и летом 2013 года звание претендента было разыграно в рамках 8-го Кубка Луи Виттона. 34-й розыгрыш Кубка Америки на катамаранах AC72 прошёл осенью 2013 года в Сан-Франциско (США). Проигрывая в серии до девяти побед со счётом 1:8, защитник — команда Oracle Team USA, — сумела выиграть у новозеландской команды с итоговым счётом 9:8.
Бюджет команды Oracle Team USA составил более 115 миллионов долларов.

## 35-й Кубок Америки на катамаранах AC50
35-й Кубок Америки прошёл в июне 2017 года на Бермудских островах. Финальные гонки состоялись на катамаранах класса America’s Cup Class (ACC) длиной 15 метров (около 50 футов), с жестким аэродинамическим крылом площадью 101 квадратный метр и высотой 24 метра, с подводными крыльями, с экипажем 6 человек, способными разгоняться до 90 километров в час. Победу одержала команда Новой Зеландии.

### Команды

#### Oracle Team(защитник)
Рулевой: Джимми Спихилл 
Экипаж: Кайл Ланфорд ,
Том Слингсби ,
Луи Синклэр , Кинли Фаулер ,
Ку Хёрст .
Руководитель команды: сэр Рассел Кутс .

#### Emirates Team(претендент)
Рулевой: Питер Бёрлинг, олимпийский чемпион в классе 49er.
Экипаж: Энди Малони, Джош Джуниор, Блэр Тьюк и Семён ван Вельтховен — новозеландский велогонщик, бронзовый призёр Олимпиады в Лондоне по велотреку. Присутствие велогонщика в команде яхтсменов объясняется тем, что ETNZ заменили на своей яхте две традиционные двуручные лебёдки-«кофемолки» на четыре велоколонки, что дало заметный выигрыш в мощности (по правилам парусного спорта все механизмы на яхте могут приводиться в движение только мускульной силой).
Руководитель команды — сэр Грант Дальтон.
Все члены команды — новозеландцы.

### Ход регаты
Матчи начались 17 июня. Команда, первой набравшая семь очков, становилась победителем. Поскольку Oracle Team USA победила в квалификационном этапе, то её соперник, команда ETNZ, начала матчевую серию со счётом —1.
| Победы обозначены зелёным |

| Дата                 | Oracle Team USA | Emirates Team New Zealand | Разница    | Очки                      | Очки                |
| Дата                 | Oracle Team USA | Emirates Team New Zealand | Разница    | Соединённые Штаты Америки | Флаг Новой Зеландии |
| -------------------- | --------------- | ------------------------- | ---------- | ------------------------- | ------------------- |
| предварительный этап | победитель      |                           |            | 0                         | −1                  |
| 17 июня              | 21’37.697"      | 21’07.495"                | 00’30.202" | 0                         | 0                   |
| 17 июня              | 23’08.208"      | 21’40.662"                | 01’27.546" | 0                         | 1                   |
| 18 июня              | 20’02.219"      | 19’13.434"                | 00’48.785" | 0                         | 2                   |
| 18 июня              | 22’26.887"      | 21’15.216"                | 01’11.671" | 0                         | 3                   |
| 24 июня              | 22’38.055"      | 20’33.942"                | 02’04.113" | 0                         | 4                   |
| 24 июня              | 20’47.878"      | 20’59.180"                | 00’11.302" | 1                         | 4                   |
| 25 июня              | 20’35.000"      | 20’23.324"                | 00’11.676" | 1                         | 5                   |
| 25 июня              | 19’43.585"      | 19’13.593"                | 00’29.992" | 1                         | 6                   |
| 26 июня              | 22’18.190"      | 21’23.776"                | 00’54.414" | 1                         | 7                   |

## 36-й Кубок Америки
Матчи 36-го Кубка Америки прошли в марте 2021 года в Окленде на однокорпусных яхтах проекта АС75. Титульным спонсором отборочной регаты была компания Prada.
За право стать претендентом на кубок боролись три команды: Luna Rossa Prada Pirelli (Италия, капитаны — Франческо Бруни и Джимми Спитхилл), INEOS Team UK (Великобритания, капитан — сэр Бен Эйнсли) и American Мagic (США, капитан — Терри Хатчинсон). Во время отборочных соревнований американская яхта «Патриот» (синдикат American Magic) получила пробоину и в результате не смогла показать хороший результат. В финале кубка Прада итальянская команда Luna Rossa победила английскую INEOS со счётом 7:1 и стала официальным претендентом на кубок Америки.
Матчи кубка Америки между новозеландской Emirates Team New Zealand (капитан Питер Бёрлинг) и Luna Rossa начались в равной борьбе: в первые три гоночных дня ни одна команда не могла победить дважды подряд. Таким образом, к концу третьего дня счёт был 3:3. Затем новозеландская команда выиграла четыре матча подряд и защитила кубок со счётом 7:3.

## 37-й Кубок Америки
Борьбу в 37-м розыгрыше поведут 6 команд – кроме защитников Кубка из Emirates Team New Zealand, это INEOS Britannia (так называемый «записной претендент»), а также Alinghi Red Bull Racing (Швейцария), American Magic (США),  Luna Rossa (Италия) и, наконец, французская K-Challenge Racing team.— .

## Кубок Америки в культуре и искусстве
- Документальный фильм "Нерассказанное: Гонка века", оригинальное название "Untold: The Race of the Century", США, 2022 год. Режиссеры: Чэпман Расселл Вэй и Маклейн Вэй. Фильм рассказывает об экипаже яхты «Австралия-II[англ.]», их мотивации и новаторстве, проявленных в 25-м розыгрыше Кубка Америки в 1983 году.
- Художественный фильм «Ветер", США, 1992 год, режиссёр Кэррол Бэллард. Сюжет фильма завязан на взаимоотношениях членов американской команды по парусному спорту, соревновательной практике в середине 80-х годов. Сценарий и персонажи фильма не имеют ничего общего с реальными 25-м и 26-м розыгрышами Кубка Америки, парусные гонки в которых пользуются только для поддержки общей сюжетной линии.
- Детективный роман Эверта Лундстрёма и Ларса Хесслинга «Операция „Отче наш“», 1975 год.